# Geró
Geró (vers 900 - 20 de maig de 965), anomenat el Gran (Llatí Magnus), fou un governat d'una marca inicialment modesta centrada a Merseburg, que es va expandir per un vast territori què va rebre el seu nom: la Marca Geronis. Durant la meitat del segle x, era el líder del ducat de Saxònia de la Drang Nach Osten.

## Successió i primers conflictes
Geró era el fill del comte Thietmar de Merseburg, marcgravi de Merseburg i tutor d'Enric I d'Alemanya. Fou nomenat pel rei Otó I per succeir el seu germà, Sigfrid, com a comte i marcgravi al districte que afrontava amb els wends al baix Saale el 937. El seu nomenament va frustrar a Thankmar, el germanastre del rei i cosí de Sigfrid; Thankmar, juntament amb Eberard de Francònia i Wichmann el Vell, es va revoltar contra el rei en 938. Thankmar va morir en un any i els seus còmplices es van sotmetre a Otó. Geró que havia estat lleial a Otó, va conservar la seva marca.
Durant la insurrecció dels seus adversaris, Geró havia estat fent una guerra poc afortunada contra els eslaus el 937–938. Les pèrdues que les seves tropes van patir no podrien ser compensades per la producció de la terra ni pel tribut, ja que els eslaus es negaven a pagar. Com a senyor d'una marca important, la comanda de Geró incloïa milites ad manum Geronis presidis conscripti, és a dir uns "militars reclutats", "bandes guerreres de vassalls o companys"," o "grups escollits de guerrers" diferenciats de la resta de l'exèrcit (exercitus). Aquests homes formaven l'elit de les tropes de Geró.

## Campanyes eslaves
En 939, un atac obodrita deixava aniquilat i derrotat un exèrcit alemany i el seu líder mort. Geró en revenja va convidar trenta caps eslaus a un banquet on els va matar tots menys un, que va aconseguir escapar-se per accident. En resposta, els stodorani es van revoltar contra el domini alemany i van expulsar els alemanys més enllà de l'Elba, però Geró va poder capgirar la situació militar abans de l'arribada d'Otó a Magdeburg, uns mesos després. Posteriorment va subornar a Tugumir, un príncep eslau batejat, per trair els seus compatriotes i per fer a la seva gent subjectes d'Alemanya. Poc després, els obotrites i el wilzes es van sotmetre.
En 954, mentre Geró estava absent, els ukrani (o ucri) es van revoltar, però Geró va retornar amb Conrad el Roig i els va sotmetre, pacificant la zona.
En 955, es van rebel·lar alguns comtes saxons i foren desterrats pel duc Herman. Van trobar refugi a Swetlastrana, una ciutat eslava, de localització desconeguda, on residien els caps obotrites Nakon i Stoinegin (o Stojgnev). Allí Herman els va assetjar fins que es va arribar a un acord, però una subsegüent escaramussa va fer malbé l'acord de pau. Els obotrites, veltes (wilzes), chrepienyani, redarii i dolenzi llavors es van unir per oposar-se a l'exèrcit de Geró, del rei, i del duc Liudolf de Suàbia que marxava cap a la zona. Després que les negociacions fracassessin pels termes massa durs exigits pels alemanys, els eslaus foren derrotats a la batalla del Drosa.
Geró va participar en les campanyes generals saxones contra els eslaus el 957, 959, i 960, així com a la campanya en contra els wends en què es va forçar a Miecislau I dels polans (base dels futurs polonesos) a pagar tribut, cedir terres, i reconèixer la sobirania alemanya, tot durant l'absència d'rei Otó I a Itàlia (962–963). Lusàcia, segons Widukind de Corvey, fou sotmesa "fins al màxim grau de servitud." Geró fou responsable de sotmetre els liutizi i milzini (o milciani) i va estendre la sobirania alemanya sobre tot el territori entre l'Elba i el Bober. En aquestes terres, el populatxo eslau natiu fou reduït a servitud i el poble a "tributari" i els habitants foren convertits en "camperols tributaris".".

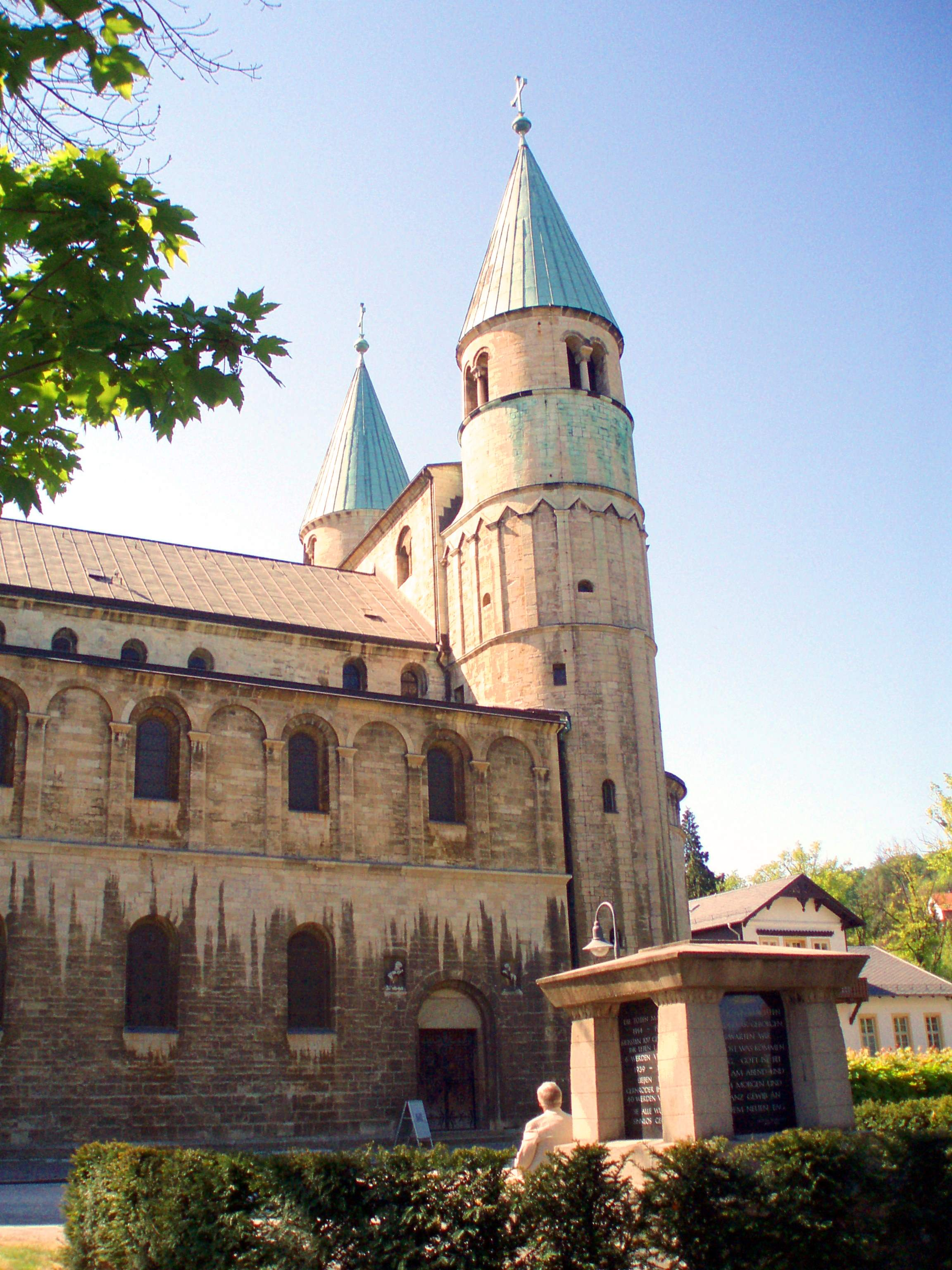
L'església de Sant Ciríac a Gernrode.

## Relació amb Església i família
Geró tenia una relació propera amb Otó I. Aquest era padrí del fill gran de Gero, Sigfrid, i va concedir a aquest les villae d'Egeln i Westeregeln al Schwabengau el 941. Com a acte de devoció, Geró va fer un pelegrinatge a Roma el 959 després de la mort de Sigfrid. En el nom de Sigfrid, el 960, també va fundar un monestir romànic en un bosc al qual va donar el nom d'ell mateix, Geronisrode (Gernrode), i a la seva mort va deixar una gran part de la seva gran riquesa per aquest monestir. Aquest monestir, dedicat a sant Ciríac, fou més tard convertit en un convent.
El segon fill de Geró, Geró II, ja havia mort en aquell moment. El nom de la muller de Geró ha de ser deduït per hipòtesi del libri memoriales : era o Judit (Iudita) o Tietsuinda (Thietswind).

## Mort i divisió del territori

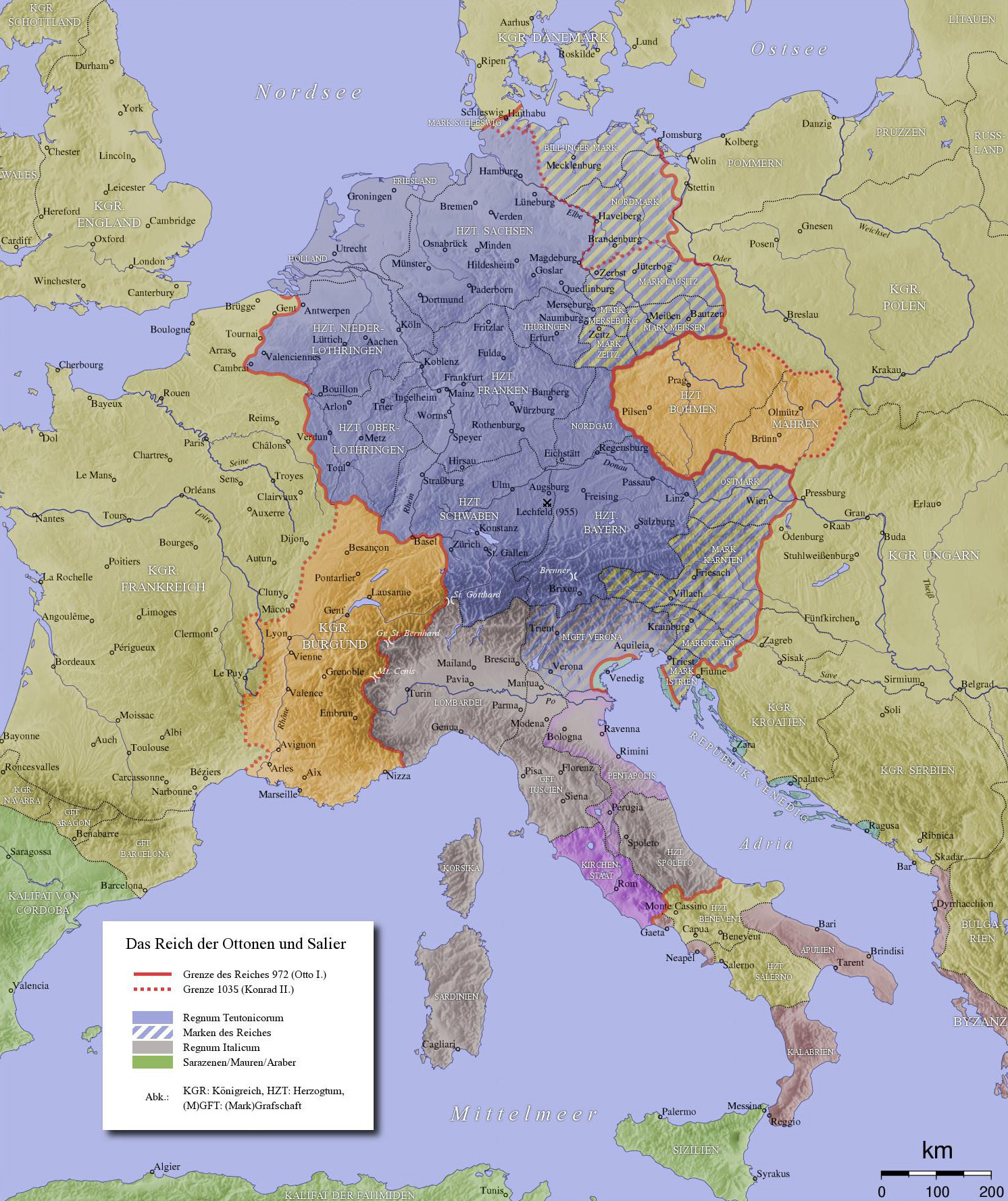
La marca Geronis correspon a 3/4 de les marques saxones: Nordmark o del Nord, Lausitz o Lusàcia, Merseburg, Meissen, i Zeitz.

A la seva mort, la marca de Geró s'estenia fins on el riu Neisse. No era popular entre la noblesa saxona del seu temps, perquè tenia un fort sentit de rectitud moral i era de naixement baix. No obstant això, va esdevenir cèlebre en el Nibelungenlied com el marcgrâve Gêre, tanmateix s'ha discutit si mai oficialment se li va concedir el títol de marcgravi. La tomba de Geró encara es pot veure a Gernrode avui dia. Una pintura decorativa s'hi va afegir vers 1350. Mostra a Geró dret sobre un wend vençut.
Després de la seva mort, el territori enorme que havia conquerit es va dividir per l'emperador Otó I en unes quantes marxes separades: la Marca del Nord o Nordmark (sota Dieteric d'Haldensleben), la Marca Oriental de Saxònia o Marca de l'Est (sota Otó I), la Marca de Meissen o Mísnia (sota Wigbert), la Marca de Merseburg (sota Günther) i la Marca de Zeitz (sota Wigger I). Més tard la marca del Nord fou subdividit a les marques de Landsberg, Lusàcia, i Brandenburg.
La divisió de la "supermarca" de Geró probablement tenia alguna cosa a veure amb la seva mida immensa i la consideració política d'intentar complaure'n molts sense fer enemics. Les subdivisions en què es dividia, tanmateix, eren naturals. Ja el 963, Lusàcia i fins i tot Lusàcia Superior i Lusàcia Inferior, i l'Ostmark (Marca Oriental de Saxònia) eren distingibles com províncies governables dins de la marca de Geró.